# Pungert, Škofja Loka
Pungert este o localitate din comuna Škofja Loka, Slovenia, cu o populație de 156 de locuitori.